# Curtis Fuller
Curtis DuBois Fuller (ur. 15 grudnia 1932 w Detroit, zm. 8 maja 2021 tamże) – afroamerykański muzyk jazzowy, puzonista i kompozytor. Laureat NEA Jazz Masters Award 2007.

Joachim-Ernst Berendt: Jimmy Cleveland, Curtis Fuller i Bob Brookmeyer uchodzą za trzech najwybitniejszych puzonistów z przełomu lat 50. i lat 60.

## Życiorys
Rodzice wcześnie go osierocili. Jego ojciec, John, pochodził z Jamajki i był robotnikiem w zakładach samochodowych Forda. Zmarł na gruźlicę jeszcze przed urodzeniem syna. Matka, Antoinette z d. Heath, pochodziła z Atlanty i umarła, kiedy miał dziewięć lat. Za życia opłacała jego siostrze, Mary, lekcje fortepianu. Zainteresowany muzyką, sam się jej uczył, przysłuchując się przez ścianę edukacji siostry. Dorastał w sierocińcu prowadzonym przez Towarzystwo Jezusowe. Wtedy zaczął uczyć się gry na skrzypcach, ale niezbyt dobrze sobie z nimi radził. Dodatkowo zniechęcił go nauczyciel muzyki, twierdząc że skrzypce nie są odpowiednim instrumentem dla czarnoskórych.
Jazzem, a szczególnie potężnym brzmieniem puzonu, zachwycił się, kiedy siostra zakonna z sierocińca zabrała go na koncert zespołu Illinois Jacqueta, w którym grał na nim J.J. Johnson. Ponadto chodził do Cass Technical High School razem z późniejszymi jazzmanami Paulem Chambersem i Donaldem Byrdem. Nieco wcześniej jej uczniami byli także Tommy Flanagan, Thad Jones i Milt Jackson. W szkole, pragnąc grać w orkiestrze, wybrał saksofon, lecz akurat wtedy nie było w dyspozycji wolnego instrumentem. Sięgnął więc po puzon, któremu pozostał wierny do końca życia. Miał wówczas szesnaście lat. Inspirował się także grą Franka Rosolino, tak jak on absolwenta Cass Technical High School, który niedługo później został jego nauczycielem.
W 1953 został powołany do wojska. Początkowo otrzymał przydział do korpusu pancernego, ale przeniesiono go do 36th Army Band, jednej z ostatnich afroamerykańskich orkiestr wojskowych. Grał w niej z przyszłymi gwiazdami jazzu – Julianem (był bandliderem) i Natem Adderleyami, oraz Paulem Chambersem. Natomiast Junior Mance był ponadto pisarzem kompanijnym. W 1956 po wyjściu z wojska powrócił do Detroit i podjął studia muzyczne na Wayne State University. Mieszkał w jednym pokoju z Joe Hendersonem. W tym czasie występował z kwintetem Yusefa Lateefa. W 1957 wyjechał z nim do Nowego Jorku. Gdy Miles Davis zaproponował mu pracę, postanowił pozostać w Wielkim Jabłku. Przy okazji Davis powiedział mu: „Przestań grać jak J.J. Daj spokój z tym gównem. Graj swój szajs.” Występując w jego zespole poznał dwóch ważnych dla siebie ludzi: Johna Coltrane’a, z którym się zaprzyjaźnił, oraz Alfreda Liona, współzałożyciela wytwórni Blue Note Records. Usłyszawszy go na estradzie, producent zaproponował mu dokonanie nagrań jako liderowi. Później pracował u niego także jako muzyk studyjny uczestnicząc m.in. w nagraniu słynnego albumu Coltrane’a Blue Train. Był jedynym puzonistą, z którym nagrywali Coltrane i pianista Bud Powell.
W 1961 został członkiem formacji The Jazztet, założonej przez trębacza Arta Farmera i saksofonistę Benny’ego Golsona. Pozostał w niej do 1961. W czerwcu tego roku przeszedł do The Jazz Messengers Arta Blakeya. Kiedy bez uprzedzenia wybrał się na tournée koncertowe Departamentu Stanu, niezadowolony Blakey uznał to jako urlop. Gdy jednak chciał pojechać w ramach tej samej trasy koncertowej do Rosji Sowieckiej, Blakey orzekł: „Jeśli pojedziesz, do cholery, to już nie wracaj. Jak chcesz grać z tymi skurwysynami, droga wolna!”  Fuller  mądrze zdecydował pozostać w zespole, w którym niebawem pojawili się trębacz Freddie Hubbard, pianista Cedar Walton i kontrabasista Reggie Workman. The Jazz Messengers stał się jednym z najwspanialszych i najbardziej znanych zespołów w historii jazzu. Opuścił go dopiero w 1965. Regularnie powracał do niego w latach 70., biorąc udział w europejskich tournées oraz koncertowych „zlotach gwiazd” grupy.
W 1967 zmarła jego siostra oraz przyjaciel – John Coltrane. Tak bardzo go to przygnębiło, że porzucił muzykę. Podjął pracę na Manhattanie w koncernie motoryzacyjnym Chryslera. Jednakże po niemal roku powrócił na scenę jazzową. Sprawił to Dizzy Gillespie, który przekonał go do wzięcia udziału w światowym tournée z jego big-bandem. Później, od 1975 do 1977 jeździł z koncertami po Stanach Zjednoczonych w orkiestrze Counta Basiego. W przerwach między wyjazdami nagrywał płyty jako lider i sideman. W latach 1979 i 1980 współprowadził z Kaiem Windingiem kwintet Giant Bones, a na przełomie lat 70. i 80. ponownie grał z Blakeyem, Waltonem i Golsonem. W latach 80. regularnie koncertował w Europie z formacją Timeless All-Stars. Występował również i nagrywał z przeformowanym Jazztetem. Pod koniec tej dekady zaczął nauczać. Dla studentów i młodych muzyków prowadził wykłady i warsztaty jazzowe w nowojorskim John F. Kennedy Center for the Performing Arts oraz na takich uczelniach jak Skidmore College, New England Conservatory of Music i uniwersytetach: Harvarda, Stanforda, Pittsburskim, Duke’a i NYU. W 1999 Berklee College of Music uhonorował go tytułem doktora honoris causa.
Zmarł w domu opieki w rodzinnym Detroit. Miał 88 lat.

### Małżeństwa i dzieci
Był dwukrotnie żonaty. Jego pierwszą małżonką została Judith Patterson, z którą się rozwiódł. Z drugą – Catherine Rose Driscoll, zmarłą na raka płuc w 2010, przeżył trzydzieści lat. Poświęcił jej wydaną rok później płytę The Story of Cathy & Me. Miał ośmioro dzieci: córkę – Mary i synów – Ronalda, Darryla, Geralda, Dellaneya, Wellingtona, Paula i Anthony’ego.

## Dyskografia

### Jako lider lub współlider
- 1957
  - The Opener (Blue Note)
  - Bone & Bari (Blue Note)
  - New Trombone (Prestige)
- 1958 Jazz ...It's Magic! – Curtis Fuller–Sonny Redd–Tommy Flanagan–George Tucker–Louis Hayes (Regent Records)
- 1959 
  - The Curtis Fuller Jazztet with Benny Golson (Savvoy)
  - Monday Night at Birdland – Hank Mobley–Billy Root–Curtis Fuller–Lee Morgan (Roulette)
  - Another Monday Night at Birdland – Hank Mobley–Billy Root–Curtis Fuller–Lee Morgan (Roulette)
  - Sliding Easy (United Artists Records)
  - Blues ette – Curtis Fuller’s Quintet (Savoy)
- 1960
  - Curtis Fuller Volume 3 (Blue Note)
  - Imagination (Savoy}
- 1961
  - South American Cookin’ (Epic)
  - The Magnificent Trombone of Curtis Fuller (Epic)
  - Boss of the Soul-Stream Trombone (Warwick)
  - Soul Trombone (Impulse! Records)
- 1962
  - Images of Curtis Fuller (Savoy)
  - Curtis Fuller with Red Garland (New Jazz)
  - Cabin in the Sky (Impulse!)
  - Curtis Fuller and the Jazz Ambassadors –Jazz Conference Abroad (Smash Records)
- 1965 Curtis Fuller and Hampton Hawes with French Horns (Status)
- 1972 Smokin’ (Mainstream Records)
- 1973 Crankin’ (Mainstream)
- 1979 Fire and Filigree (Bee Hive Records)
- 1996 The Complete Blue Note/UA Curtis Fuller Sessions (Mosaic Records)
- 1980
  - Two Bones (Blue Note)
  - Kai Winding and Curtis Fuller – Giant Bones ’80 (Sonet)
- 1984 Curtis Fuller Meets Roma Jazz Trio (Timeless Records)
- 1996 Curtis Fuller – The Complete Blue Note/UA Curtis Fuller Sessions
- 2004 Up Jumped Spring with Brad Goode (Delmark Records)
- 2005 Keep It Simple (Savant)
- 2010I Will Tell Her (Capri)
- 2011 The Story of Cathy & Me (Challenge Records)
- 2012 Down Home (Capri)
- 2018 In New Orleans (Progressive)

### Jako sideman
Z Art Blakey and the Jazz Messengers
- 1961
  - Art Blakey!!!!! Jazz Messengers!!!!! (Impulse)
  - Mosaic – Art Blakey and the Jazz Messengers (Blue Note)
- 1962
  - Three Blind Mice (United Artists)
  - Caravan – Art Blakey Jazz Messengers (Riverside)
  - The African Beat (Blue Note)
- 1963
  - Ugetsu – Art Blakey's Jazz Messengers at Birdland (Riverside)
  - Buhaina’s Delight – Art Blakey & The Jazz Messengers (Blue Note)
  - Golden Boy – Art Blakey and the Jazz Messengers Play Selections From the New Musical (Colpix)
- 1965
  - Free For All – Art Blakey & The Jazz Messengers (Blue Note)
  - 'S Make It – Art Blakey & The Jazz Messengers (Limelight)
- 1966
  - Indestructible – Art Blakey & The Jazz Messengers (Blue Note)
  - Kyoto – Art Blakey and the Jazz Messengers (Riverside)
- 1973 Thermo (Milestone)
- 1978
  - In My Prime – Art Blakey and the Jazz Messengers – Vol. 1 (Timeless)
  - In My Prime – Art Blakey and the Jazz Messengers – Vol. 1 (Timeless)
  - Art Blakey – Live at the Renaissance Club (Blue Note)
  - Live Messengers (Blue Note)

Z Johnem Coltrane’em
- 1958
  - Blue Train (Blue Note)
  - Tanganyika Strut (Savoy)
  - Jazz Way Out (Savoy)
- 1977 Dial Africa – The Savoy Sessions – John Coltrane–Wilbur Hardin (Savoy)
- 1978 Gold Coast (Savoy)

Z Jimmym Smithem
- 1958 House Party (Blue Note)
- 1979 Confirmation (Blue Note)
- 1984 Special Guests (Blue Note)

Zestawienie wg dat wydania płyt